# ヨハン・ネポムク・フォン・フックス

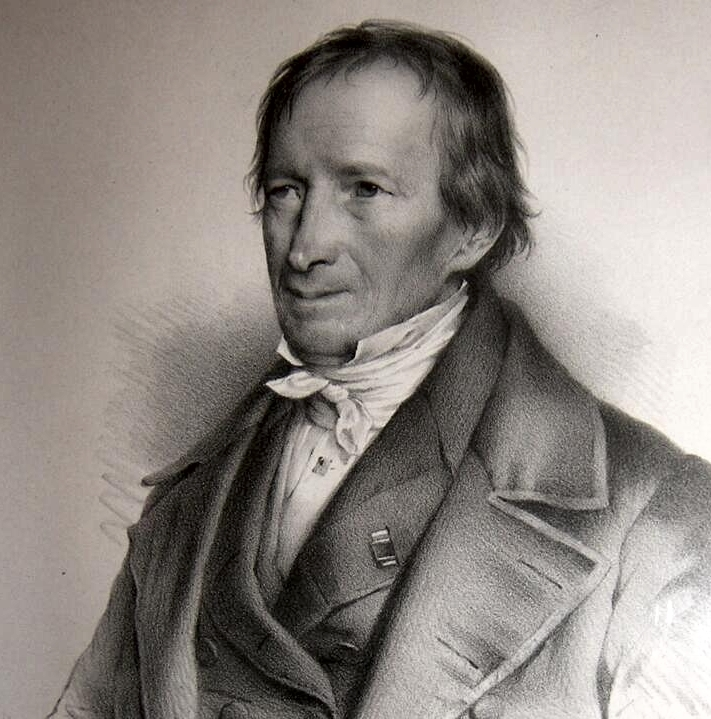
ヨハン・ネポムク・フォン・フックス

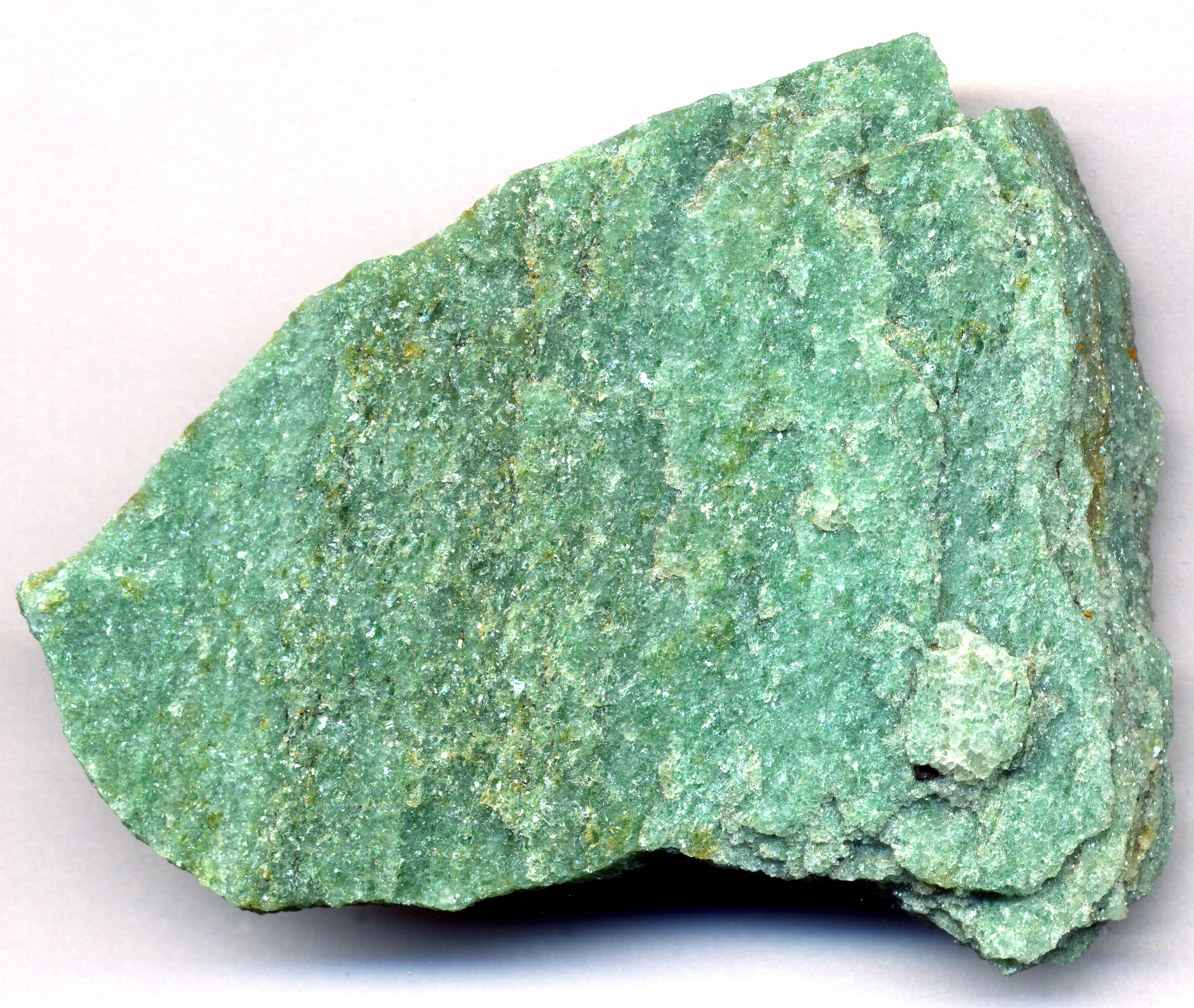
フクサイト

ヨハン・ネポムク・フォン・フックス（ドイツ語: Johann Nepomuk von Fuchs, 1774年5月15日 - 1856年3月5日）は、バイエルン王国の化学者・鉱物学者。鉱石の観察や可溶性ガラスの研究で知られた。

## 経歴
バイエルンの森に近いカーム郡ファルケンシュタイン近郊マッテンツェルの出身。1807年にランツフート大学の化学教授ならびに鉱物学教授になり、1823年にミュンヘンの鉱物コレクションの管理者となった。3年後に、ランツフート大学がミュンヘンに移転したことに伴い、現在のミュンヘン大学の鉱物学教授に就任。1852年に引退。1854年にバイエルン王ルートヴィヒ2世より貴族に列せられ、フォン・フックスと名乗ることを許された。ミュンヘンにて没。
白雲母の変種クロム白雲母（Fuchsite、フクサイト）は、フックスを讃えて命名された。